# Metarranthis amyrisaria
Metarranthis amyrisaria är en fjärilsart som beskrevs av Walker 1938. Metarranthis amyrisaria ingår i släktet Metarranthis och familjen mätare. Inga underarter finns listade i Catalogue of Life.